# Gammallæstadianism
Gammallæstadianismen är en konservativ luthersk väckelserörelse och största gruppen inom læstadianismen. Rörelsen har spridits till 18 länder. Det finns ungefär 90 000–110 000 gammallæstadianer i världen. Deras huvudorganisationer är SRK (Suomen Rauhanyhdistysten Keskusyhdistys, Centralföreningen för fridsföreningarna i Finland) och Sveriges fridsföreningars centralorganisation. I Nordamerika heter organisationen Laestadian Lutheran Church. Gammallæstadianer organiserar regelbundet sammankomster i Finland, Sverige, Norge, Estland, Nordamerika, Ryssland, Togo, Ghana, Kenya, Ecuador, Storbritannien, Ungern, Tyskland , Lettland, Columbia, Peru, Argentina samt Pakistan i Asien. Rörelsen är strikt konservativ och bibeltrogen. Gammallæstadianerna i Sverige utgör en väckelserörelse inom Svenska kyrkan.

## Historik
Rörelsen föddes i svenska Lappland och fick sitt namn från prosten Lars Levi Læstadius. Læstadius mötte en lappländsk kvinna som förmedlade sin kristna tro till Læstadius. Detta var ett viktigt möte för Læstadius, och kom att forma hans egen tro. Han började predika den nya tron och rörelsen spreds från Sverige till Finland och Norge. I början av 1900-talet förgrenades læstadianismen i tre grenar, och efter denna stora delning har även andra mindre grupper knoppats av från konservativ læstadianism. Gammallæstadianismen har dock förblivit den största.

## Spridning
Gammallæstadianismen är mest spridd i norra Europa och norra Amerika, men små församlingar finns också i Afrika, södra Europa och Sydamerika. Det finns cirka 90 000–110 000 utövare i världen, varav de flesta i Finland, cirka 80 000–100 000.
Sommarmötet organiseras för gammallæstadianer varje år; detta är det största återkommande religiösa evenemanget i de nordiska länderna. Ungefär 70 000 mötesdeltagare sluter upp från världens alla hörn, huvuddelen från Finland. Gammallæstadianerna organiserar också missionsverksamhet i Ecuador, Estland, Finland, Tyskland, Storbritannien, Ungern, Island, Kanada, Kenya, Lettland, Norge, Ryssland, Spanien, Sverige, Schweiz, Österrike, Togo och USA.
Kanadensiska församlingar finns i provinserna British Columbia, Ontario och Saskatchewan. Amerikanska församlingar finns i delstaterna Arizona, Colorado, Connecticut, Florida, Illinois, Michigan, Minnesota, North Dakota, Oregon och Washington. I Sverige finns församlingarna i Borås, Mälardalen, Norrbotten, Dalarna och Stockholm, och i Norge i Oslo, Myre, Tromsø, Vardø, Vadsø och Båtsfjord.

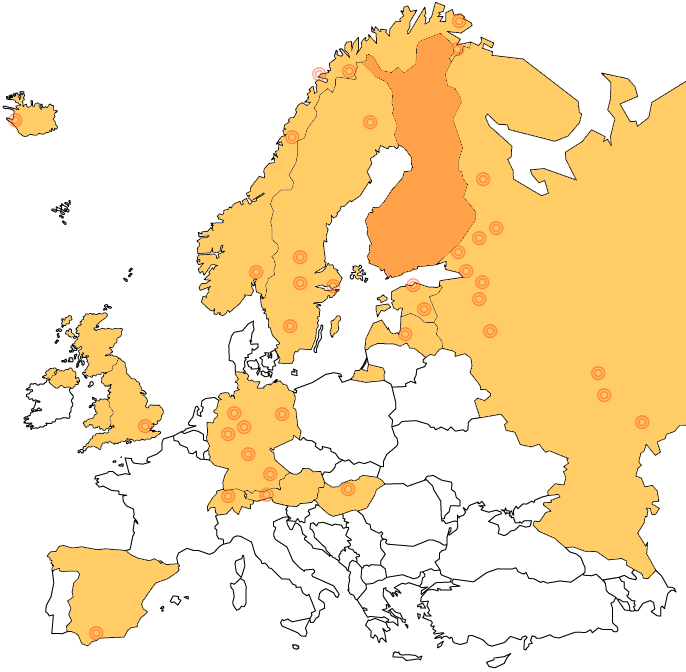
Gammallæstadianismens utbredning i Europa
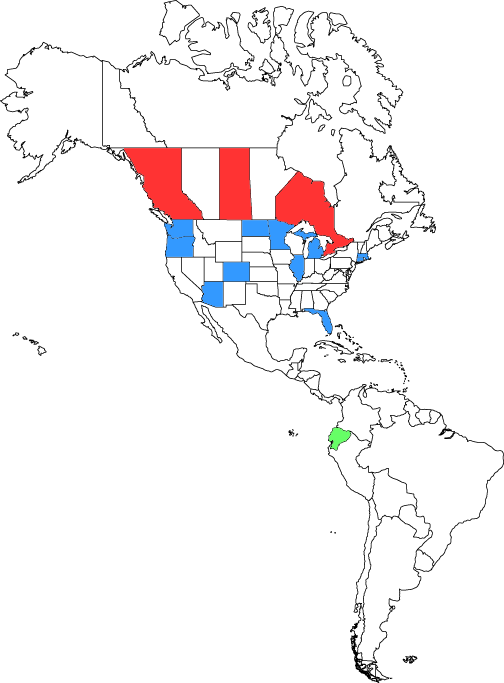
Utbredning i Amerika
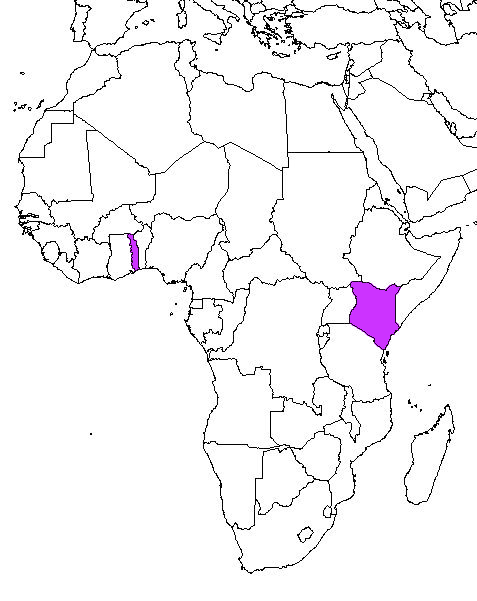
Utbredning i Afrika

## Större gammallæstadianska organisationer
- Laestadian Lutheran Church (Nordamerika)
- Suomen Rauhanyhdistysten Keskusyhdistys (Finland)
- Sveriges fridsföreningars centralorganisation (Sverige och Norge)
- Eesti luterlik rahuühendus (Estland)

## Publikationer
Gammallæstadianerna utger fem tidningar, varav tre i Finland och två i Amerika, som översätts till totalt åtta olika språk. LLC i Nordamerika publicerar The Voice of Zions och The Shepherd’s Voice (på engelska, finska, franska och spanska), och SRK i Finland publicerar Päivämies, Siionin lähetyslehti och Siionin kevät (på estniska, finska, engelska, tyska, ryska och svenska). Det finns också en sångbok som översatts till sju språk, och boken Treasure hidden in a field (på svenska ungefär Skatt gömd i ett fält) förklarar utförligt läran om konservativ læstadianism. Bibeln är dock den allra viktigaste skriften för gammallæstadianerna.